# Kolbeinsey
Kolbeinsey (česky Kolbeinův ostrov) je velmi malý vulkanický ostrůvek, který se nachází přibližně 105 km severně od Islandu. Nejbližším ostrovem je 71 km jihovýchodně vzdálený Grímsey. Kolbeinsey je omýván Grónským mořem; jeho vlny způsobují velkou erozi a údaje o míře eroze z roku 1994 naznačovaly, že pravděpodobně kolem roku 2020 úplně zmizí. V srpnu 2020 měly být při odlivu viditelné dva malé skalnaté ostrůvky. Kolbeinsey je známý tím, že je se svou polohou 67° 08' s.š. nejsevernějším bodem Islandu. Leží v Středoatlantském hřbetu, který se táhne od Bouvetova ostrova přes ostrov Island až po ostrov Jan Mayen. Nachází se v mělké skalní plošině, kde je hloubka menší než 100 m v poměrně velké oblasti. Na východ a západ od ostrůvku je 300-400 m strmý svah dolů; na severu a jihu je hloubka o něco menší.
Velikost na počátku roku 2001 byla pouhých 90 m², což by odpovídalo velikosti kruhu s méně než 11 m v průměru, nebo zastavěné ploše, na které stojí obytná budova bez zahrady. Původní velikost tohoto ostrova je neznámá. Vytvořil se erupcí někdy v pleistocénu nebo v holocénu. Když byl Kolbeinsey poprvé měřen v roce 1616, jeho velikost byla 700 m na délku a 100 m na šířku. Roku 1903 byl ostrov již o polovinu menší. V srpnu roku 1985 byla velikost ostrova 39 m v průměru a byl 8 m vysoký.
Kolbeinsey byl pojmenován po Kolbeinnu Sigmundarssonovi, prvním osadníkovi v Kolbeinsdaluru ze Skagafjörðuru. Je zmíněn v takzvané Svarfdæla saga z 14. století. Kolbeinn byl tak znepokojen politickou situací ve své zemi, že se rozhodl odplout na sever. Nakonec na skalách severně od Grímsey ztroskotal a zemřel.

## Novinky
Dne 11. března 2006 mělo být uvedeno, že vrtulníky nikde nemohou přistávat. Bylo zjištěno, že polovina přistávací plochy, která byla položena s betonem roku 1989, aby upevnila ostrov, byla zničena oddělením velkého kusu horniny od zbytku ostrova. Kus horniny se utrhl a zmizel v moři. Kolbeinsey možná kompletně zmizí mnohem dříve, než se původně očekávalo.
V srpnu 2013 ostrov měřil sotva 90 metrů čtverečních a byl bez vegetace.
V srpnu 2020 měly být při odlivu viditelné dva malé skalnaté ostrůvky.
Koncem dubna 2021 byl Kolbeinsey od západu na východ široký 20 metrů a od severu na jih dlouhý 14,5 metru.